# Čtyři dohody
Kniha Čtyři dohody byla napsána Donem Miguelem Ángelem Ruizem a prezentuje se jakožto praktický průvodce osobní svobodou skrze moudrost starých Toltéků. Používá obrazných výrazů, aby přiblížila své poslání skrze pocit, spíše než slova.
Kniha, která je nejznámější a zároveň nejvýznamnější Ruizovou publikací, byla poprvé vydaná v roce 1997. Od té doby se na celém světě prodalo více než 4 miliony výtisků. O knize se mluvilo i v americké televizní show Oprah Winfreyové.

## Obsah
Autor v knize obhajuje osobní svobodu, kterou můžeme získat tehdy, když se zbavíme bezpočtu malých dohod a přesvědčení, která jsme uzavřeli sami se sebou a s ostatními lidmi. Tyto dohody v našich životech vytváří nejrůznější omezení a vedou k nespokojenosti. Řešením je nalezení integrity, sebelásky a míru v životě každého člověka tím, že se zbaví odpovědnosti za utrpení druhých. Zde jsou čtyři dohody, které nám v tom pomohou:
1. Nehřešte slovem.
2. Neberte si nic osobně.
3. Nevytvářejte si žádné domněnky.
4. Dělejte vše tak, jak nejlépe dovedete.[2]

### První dohoda: Nehřešte slovem („Miřte slovem přesně“)
Uzavřete-li se sebou tuto dohodu, zavazujete se neubližovat a „nezaklínat“ slovem. Což v praxi znamená, že se budete stranit absolutních výroků, např. „Buď zticha, prostě neumíš zpívat.“, či jiné, nenápadnější definice: „Zpomal. Když mluvíš, není ti rozumět.“ Kam vedou podobné výroky? Vedou k vytváření menších komplexů a vnitřních problémů, které se mohou později rozvinout v horší, skutečný problém; pokud osoba není duševně obrněna proti zevním útokům. Je-li tato osobnost slabší, řekněme třeba vaše malá dcera, pravděpodobně přestane zpívat. A nejen to. Bude se cítit hloupě, a to pokaždé, kdy by měla zpívat. Pravděpodobně už nikdy moc zpívat nebude.
Osoba druhá, nařčena, že mluví-li rychle, není jí rozumět, se může příště cítit podobně, tj. mluvím rychle = není mi rozumět, proto budu mluvit pomaleji. Kniha jednoduše popsala nejen manipulaci zvenčí, ale i samotný dopad na zmanipulovaného. Radí tedy: nemanipuluj. Když se naučíte nejprve žít s Dohodou První, pochopíte, jak funguje, jakou máte moc nad ostatními a nad svým okolím. Naučí vás myslet a pak teprve jednat, a tím obcházet nechtěnou manipulaci.
Manipulace je čin špatný, nemorální, ale jak se s ním popasovat a identifikovat jej, nás už rodiče nenaučí. Naopak, rodinné prostředí je jedno z hlavních, které nám může způsobit mnoho traumat, stejně jako jiná prostředí, kterým jsme dostatečně otevřeni.
„Lidská mysl je jako úrodná půda, do které jsou neustále zasívána semena – názory, ideje a pojmy. Zasejete semínko – myšlenku – a ta roste. Slovo je jako semínko a lidská mysl je tak plodná!“
„Slovo je jako kouzlo – lidé ho používají jako černí mágové a bezmyšlenkovitě se navzájem zaklínají.“ Když vidíme děsivou moc slova (na příkladu Hitlera), musíme si uvědomit, jaká síla vychází z našich úst.
„Nehřešit slovem znamená nepoužívat slovo proti sobě.“ Změna způsobu, jakým zacházíme sami se sebou, nese i změnu způsobu, jímž zacházíme s jinými lidmi (zvláště s těmi, které nejvíc milujeme).

### Druhá dohoda: Neberte si nic osobně
Učí čtenáře vnitřnímu klidu a neprodyšnosti vůči manipulaci a komplexům. Vysvětleno na principu: člověk, který k vám hovoří, k vám hovoří jen zdánlivě. Představte si sami sebe jako zrcadla, aby vám to pomohlo vyrovnat se s tím, že dialog je vlastně veden jen jednosměrně. Ten člověk vidí jen svůj vlastní, zmatený odraz ve vás. Lidé se dívají ze svých těl jen směrem ven, svýma očima. Technicky sami sebe vnímat moc nemohou, proto to dělají skrze lidi kolem sebe. Neustále zkouší, kde jsou ty hranice, které rýsují jejich osobnost. Ty však nikdy nenajdou. Slabší jedinec vám totiž ukáže, že hranice nemáte a že si s ním můžete zacházet, jak potřebujete. Jiní vás naopak obklíčí představou, že už dávno na hranici jste a dál není kam; jste bezmocní. Okupujete-li jen 10 % možné svobody k činům mezi vámi a osobou druhou, tolik svobody tak dáváte této osobě?
Takováto nerovnováha vede k nerovnováze v lidech samých a vice versa. Radí tedy: „Jste to, co jste. Neberte si více a všanc nedávejte také nic.“ Snaží-li se někdo zabírat vaše vnitřní území, fungujte jen jako zrcadlo, bez reakce (pozn. pravděpodobně zase manipulací, viz vyřešeno Dohodou První).
„Osobní důležitost, tedy braní věcí osobně, je maximální výraz sobectví, protože vychází z domněnky, že všechno se týká nás.“ Jenže nic, co ostatní dělají, nedělají kvůli nám, ale kvůli sobě. Žijí ve vlastních snech, ve vlastní mysli, a ta je zcela odlišná od té naší. Tedy bereme-li něco osobně, jako bychom předpokládali, že ostatní znají náš (vnitřní) svět, a máme tak tendenci jim náš svět, naše vidění vnutit.
„I když se nějaká situace jeví jako osobní, i když nás jiní přímo urážejí, nemá to s námi nic společného.“ To, jak se vyjadřují ostatní, je v souladu s dohodami v jejich myslích. Pojímáním věcí osobním způsobem se stáváme snadnou kořistí.
„Ať půjdeme kamkoliv, nalezneme všude lidi, kteří nám budou lhát, a jak bude naše uvědomění růst, povšimneme si, že lžeme také sami sobě.“ Nečekejme, že nám lidé budou říkat pravdu, neboť sami sobě taky lžou. Lžeme ze strachu.
„Nemáme nikdy odpovědnost za činy druhých, neseme odpovědnost jen za ty své.“ S touto dohodou pak můžeme říkat ano či ne bez výčitek či žádat o cokoliv, co budeme potřebovat.

### Třetí dohoda: Nevytvářejte si žádné domněnky
Pouze touto jedinou dohodou dokážete zcela změnit svůj život. Nalezněte odvahu klást otázky a vyjádřit, co skutečně chcete. Toto je, co chci, toto je, co chcete vy. Komunikujeme-li tímto způsobem, nebudeme hřešit svým slovem. Komunikujte s ostatními bez emocionálního jedu tak jasně, jak jenom dovedete, abyste se vyhnuli nedorozuměním, smutku a dramatům. Máme milióny otázek, které si vyžadují odpovědi. Pokud nerozumíme, zeptejme se. Mějme odvahu klást otázky, dokud nám nebude vše tak jasné, jak by mělo být. Dokonce ani pak se nedomnívejme, že víme o dané situaci vše, co by se o ní dalo vědět.
Vytváříme si domněnku, že každý vidí život stejně jako my. Z tohoto důvodu máme strach být mezi jinými lidmi sami sebou a raději se sami zavrhneme ještě dříve, než mají příležitost zavrhnout nás jiní.
„Problém s vytvářením domněnek je v tom, že věříme, že jsou pravdivé.“ Vytváříme si domněnky o tom, co jiní říkají nebo dělají, vztahujeme to na sebe a pak je obviňujeme z vlastních negativních dojmů.
„Vždy je lepší klást otázky, než si vytvářet domněnky, protože domněnky nás předurčují k utrpení.“ Vidíme a slyšíme jen to, co vidět a slyšet chceme, nevnímáme věci tak, jak ve skutečnosti jsou. Něčemu nerozumíme, vytvoříme si domněnku o významu určité věci, a když pak vyjde pravda na povrch, přicházíme o naši iluzi a zjišťujeme, že vše bylo jinak, než jsme mysleli.
„Vytváření domněnek ve vztazích vede ke spoustě bojů, potíží a nedorozumění s lidmi, které údajně milujeme.“ V jakémkoliv vztahu si snadno můžeme vytvořit domněnku, že partner ví, co si myslíme, a není tedy třeba cokoliv říkat. Očekáváme, že bude dělat to, co chceme, protože nás dobře zná. A když se tak neděje, cítíme se zraněni.
„Máme potřebu vše ospravedlňovat, vysvětlovat a všemu rozumět, abychom se cítili bezpečně.“ Máme mnoho otázek, které si žádají odpovědi. Když nám někdo něco řekne, vytvoříme si domněnky, když nám nic neřekne, vytvoříme si je také, protože potřebujeme naplnit svou potřebu vědět, mít (nějaké) vysvětlení. To proto, že nemáme odvahu klást otázky.
„Předpokládáme, že ostatní myslí stejně jako my.“ A z toho důvodu máme strach být uprostřed jiných sami sebou. Protože se domníváme, že nás ostatní budou soudit, dělat z nás oběť, zneužívat nás a obviňovat, jako to děláme my sami. Ještě dříve, než nás mají příležitost zavrhnout jiní, zavrhneme se sami.

### Čtvrtá dohoda: Vždy dělejte vše, jak nejlépe dovedete
Vždy dělejte vše tak, jak nejlépe dovedete – ne více a ne méně než tak, jak to jde.
Vaše činnost se mění od okamžiku k okamžiku. Bude vypadat jinak, když jste nemocní a když jste zdraví. Když děláme vždy vše, jak nejlépe dovedeme, neexistuje způsob, jak bychom to mohli posuzovat. A pokud sami sebe neposuzujeme, neexistuje důvod, proč bychom měli trpět vinou a trestat se. „Nejsi zde proto, abys obětoval svou radost nebo život. Jsi zde proto, abys žil, abys byl šťastný a miloval. Dokážeš-li udělat to nejlepší, čeho jsi schopen, ve dvou hodinách, ale ve skutečnosti tím strávíš osm hodin, jen se unavíš, mineš vyvrcholení a nebudeš mít radost ze života.“
„Lidé se většinou uchylují k něčemu jen proto, že očekávají odměnu, a nikoliv proto, že by je takové jednání těšilo. – Proto nedělají vše tak, jak nejlépe dovedou.“ Lidé chodí do práce s myšlenkou na peníze, které dostanou. Ale máme-li doopravdy rádi to, co děláme, pak to přirozeně děláme lépe (nejlépe, jak dovedeme), bavíme se a necítíme frustraci. Začneme-li něco dělat, protože musíme, pak není možné, abychom to dělali tak, jak nejlépe umíme. Pak je lepší, když to neděláme vůbec.
„Máme-li vyjádřit co jsme, musíme jednat. Jednat znamená být naživu.“ Můžeme mít hlavu plnou nápadů, ale bez akce nejsou k ničemu. Činorodost je život, nečinnost je způsob, jímž život popíráme. Je třeba podstupovat to riziko vyjít ven ze sebe a dát svému snu konkrétní podobu.
„Opakování dělá mistry.“ Vše, co umíme, jsme se naučili opakováním (opakovanou činností). To, na čem záleží, je činnost.

## Zrcadlo psychologie
Kniha se populární formou zabývá podobným tématem jako Transakční analýza v psychologii. První dvě dohody se věnují materiálnímu, sociálnímu a individuálnímu programování, které ve své práci popsal Eric Berne, tj. projevům závislosti. Třetí a čtvrtá dohoda pracuje již s projevy nezávislosti, kterými jsou poznání (nevytvářejte si žádné domněnky), spontánnost (vždy dělejte vše, jak nejlépe dovedete) a důvěrné vztahy.

## Navazující díla
Ruiz ke Čtyřem dohodám napsal také pracovní knihu, která poprvé vyšla v roce 1999. Později ke své stěžejní knize napsal dodatek nazvaný Pátá dohoda, který vyšel v roce 2008.